# Francaltroff
Francaltroff (deutsch Freialtdorf) ist eine französische Gemeinde mit 759 Einwohnern (Stand 1. Januar 2022) im Département Moselle in der Region Grand Est (bis 2015 Lothringen).

## Geographie
Die Gemeinde Francaltroff liegt in Lothringen an der linken Seite der Albe, etwa 65 Kilometer südöstlich von Metz, 38 Kilometer nordöstlich von Château-Salins, fünf Kilometer nordwestlich von Albestroff (Albesdorf) und etwa 17 Kilometer südöstlich von Saint-Avold (Sankt Avold).
Zur Gemeinde Francaltroff gehört der südlich gelegene Weiler Koerperhoff (Körperhof).

## Geschichte
Das Dorf wurde 1240 erstmals erwähnt. Die Ortschaft gehörte früher zum Herzogtum Lothringen und wurde 1339 von Herzog Rudolf an Valeran von Zweibrücken gegeben.
Der Ort hieß 1628 Freialtdorf. Die Ortschaft hatte früher einen viel größeren Gemeindebann, aus dem aber am Anfang des 17. Jahrhunderts Neufvillage und Montdidier ausschieden.
Das Kapitel von Metz besaß hier Güter. Als Graf Valeran deswegen mit dem Kapitel haderte, wurde er von ihm exkommuniziert. Auch Wecker von Leiningen und andere waren hier begütert. 1592 wurde eine Frau als Hexe verbrannt.
Durch den Frankfurter Frieden vom 10. Mai 1871 kam die Region an das deutsche Reichsland Elsaß-Lothringen, und das Dorf wurde dem Kreis Château-Salins im Bezirk Lothringen zugeordnet. Die Dorfbewohner betrieben Getreidebau und Getreidehandel, etwas  Weinbau sowie Viehzucht.
Nach dem Ersten Weltkrieg musste die Region aufgrund der Bestimmungen des Versailler Vertrags 1919 an Frankreich abgetreten werden. Im Zweiten Weltkrieg war die Region von der deutschen Wehrmacht besetzt und stand unter deutscher Verwaltung. Im Herbst 1944 wurde die Ortschaft von westalliierten Streitkräften eingenommen und dabei schwer zerstört.
Das Dorf trug 1871–1919 den amtlichen Namen Altdorf (Freialtdorf).

### Bevölkerungsentwicklung
| Jahr      | 1962 | 1968 | 1975 | 1982 | 1990 | 1999 | 2007 | 2019 |
| Einwohner | 544  | 563  | 558  | 564  | 615  | 678  | 748  | 776  |

## Sehenswürdigkeiten

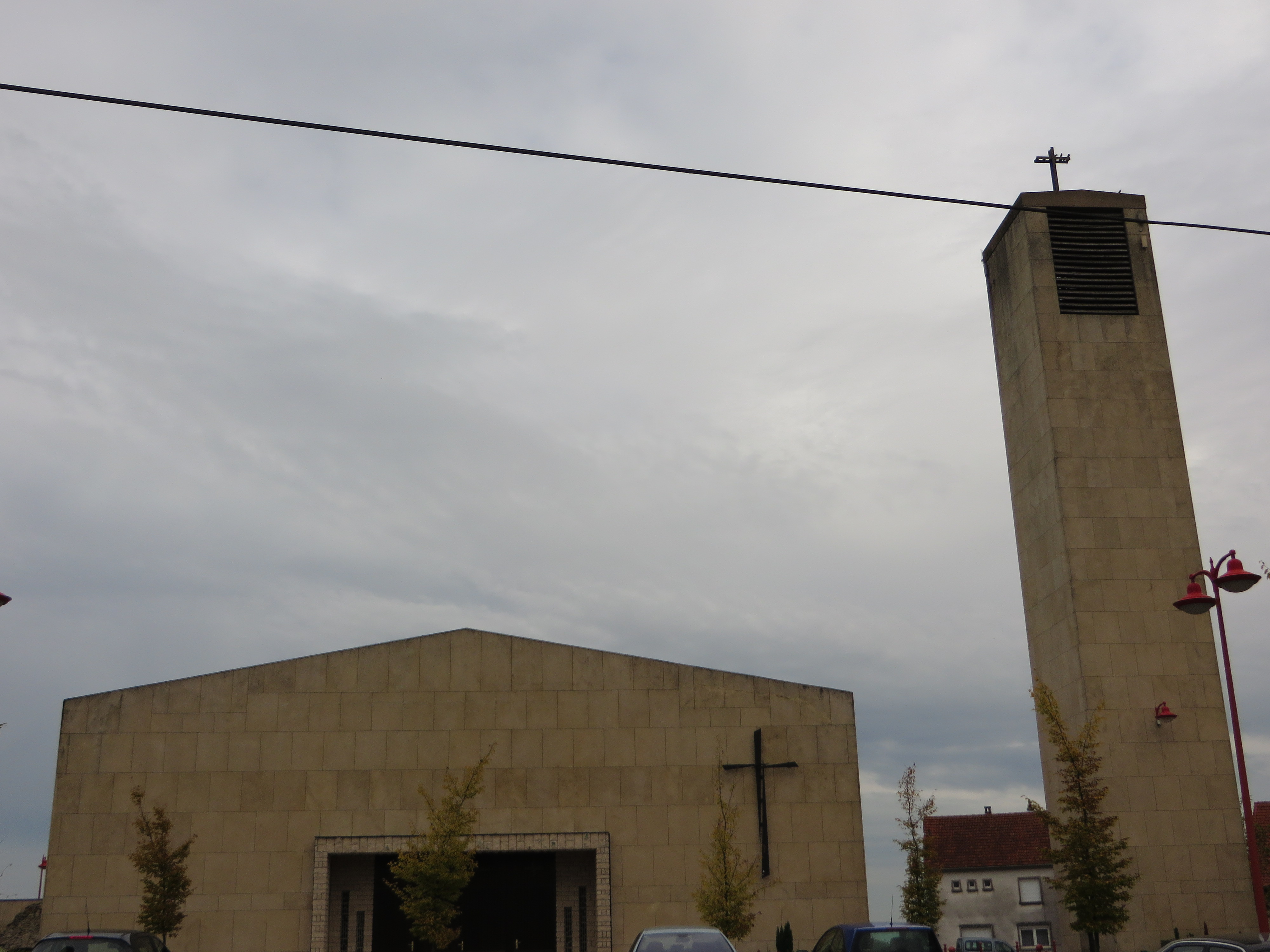
Kirche St. Hubert
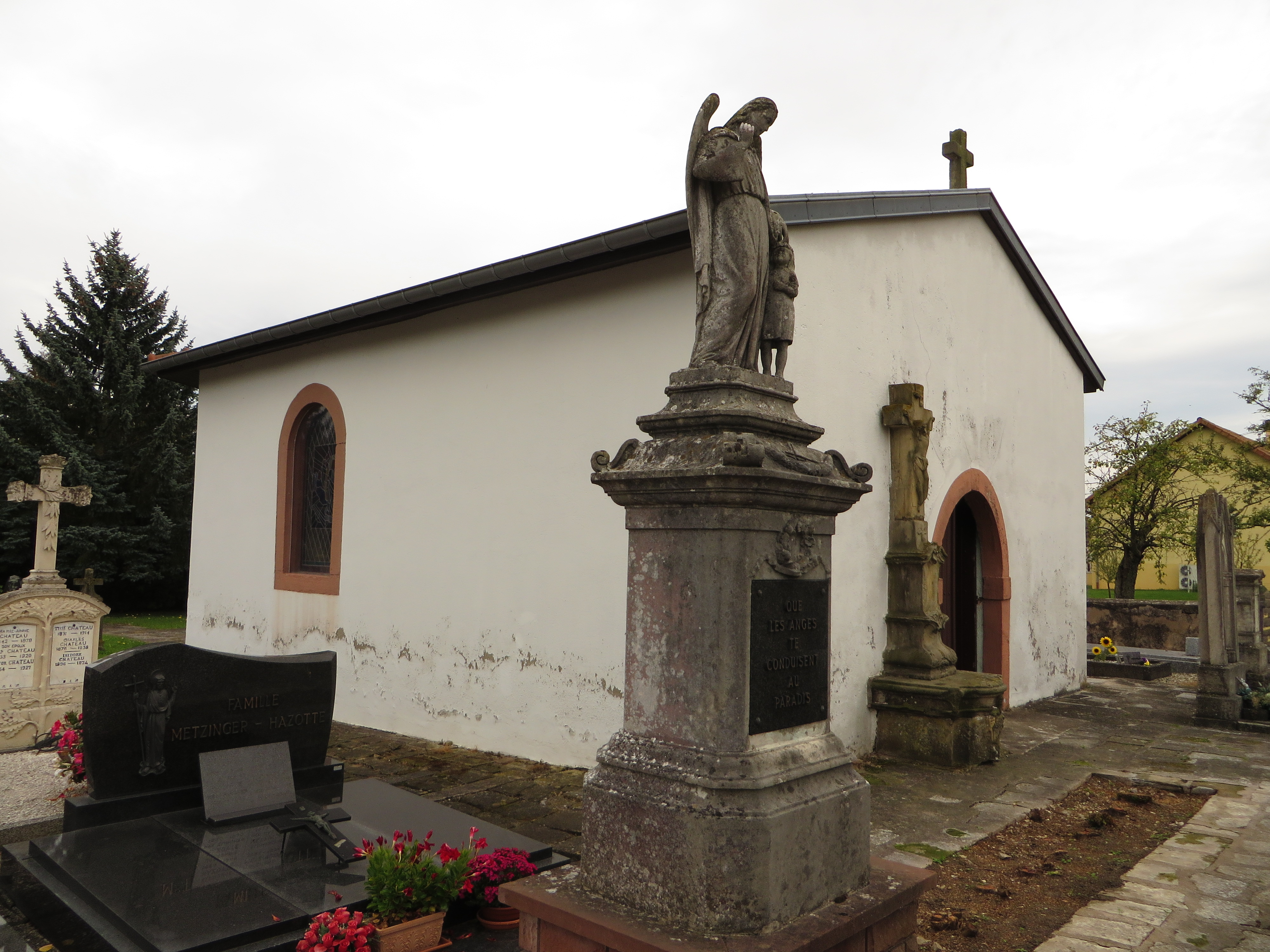
Kapelle St. Barbe
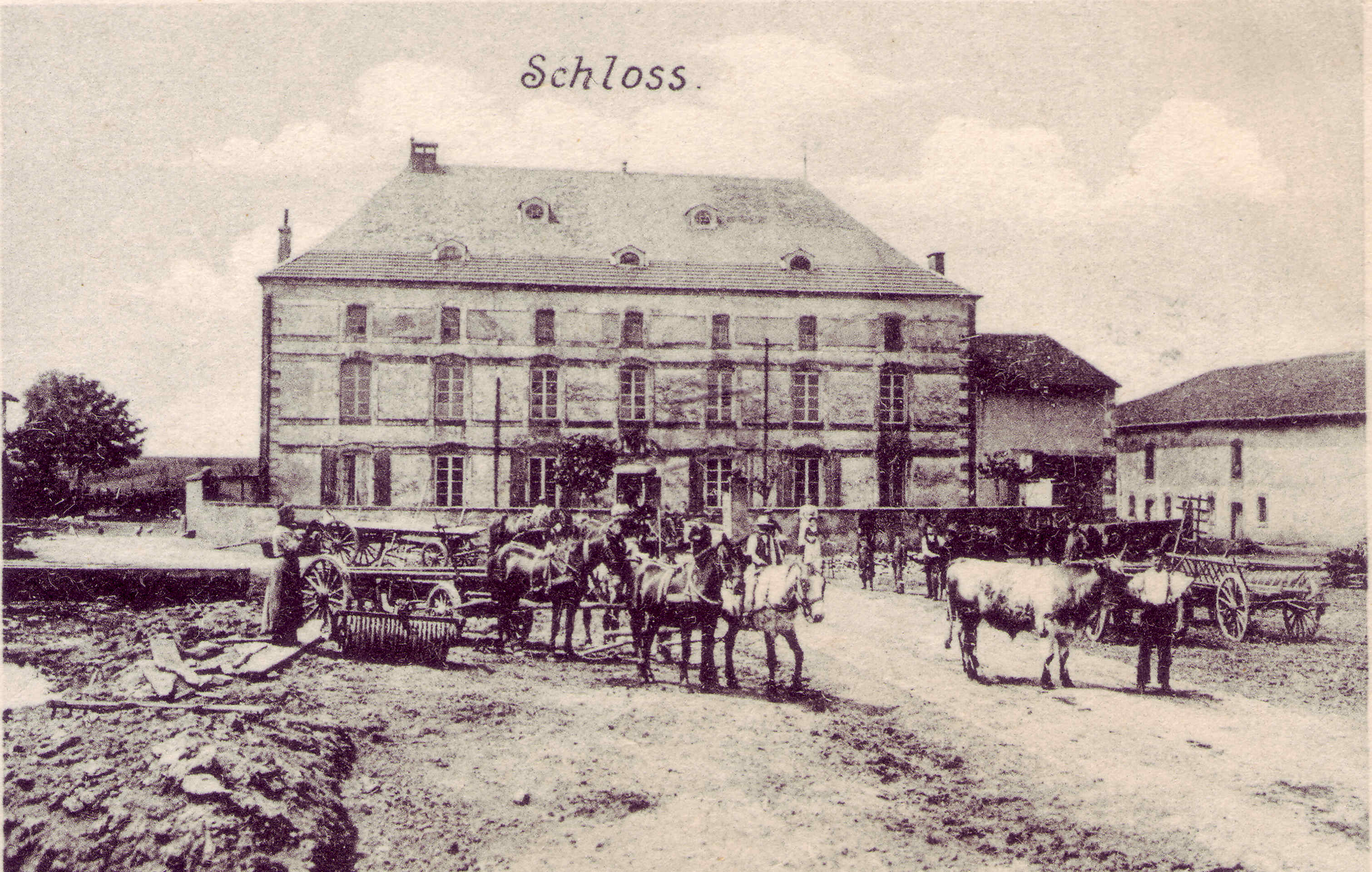
Schloss im Jahr 1905
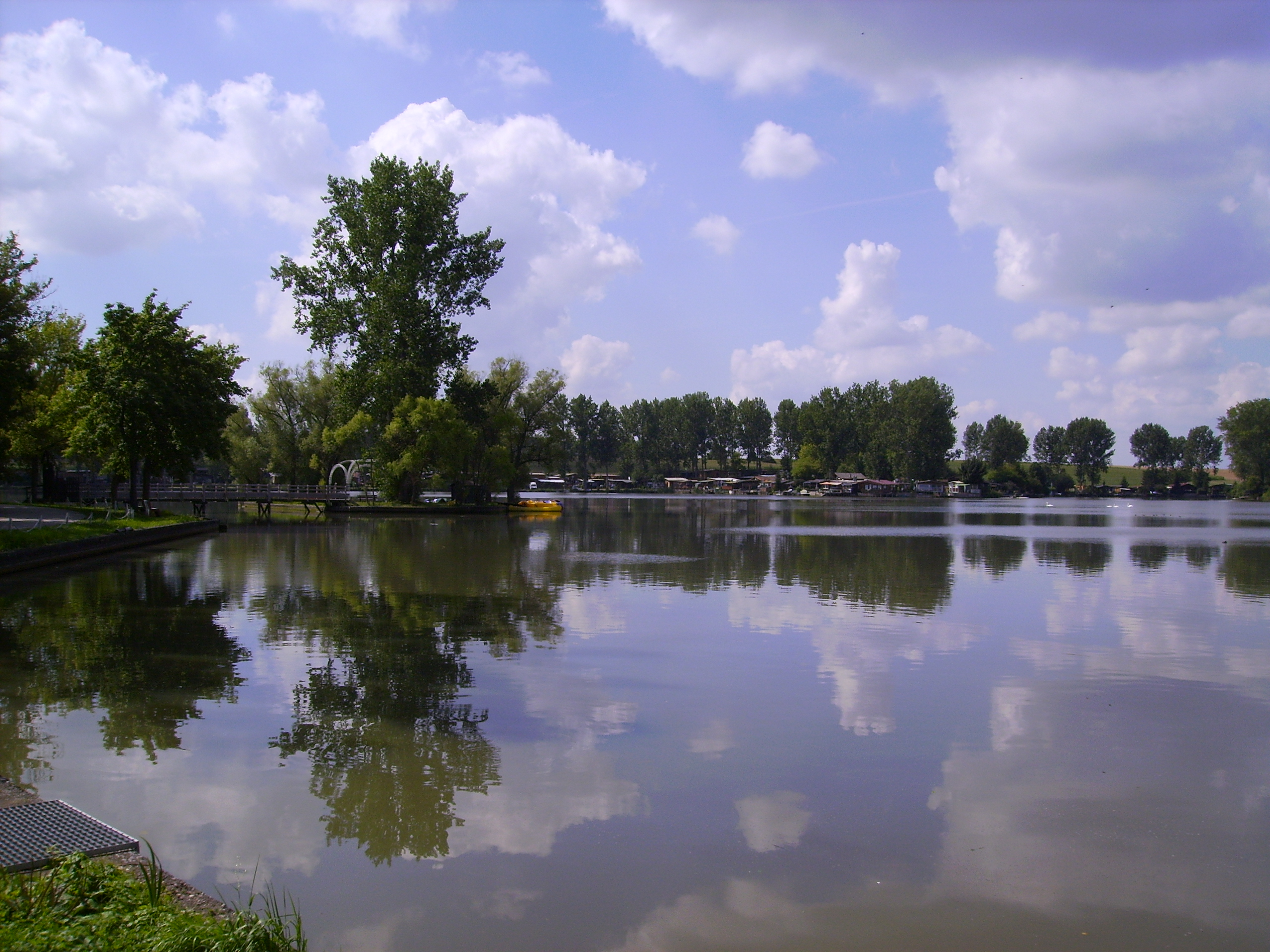
Weiher von Tensch